# Intradós

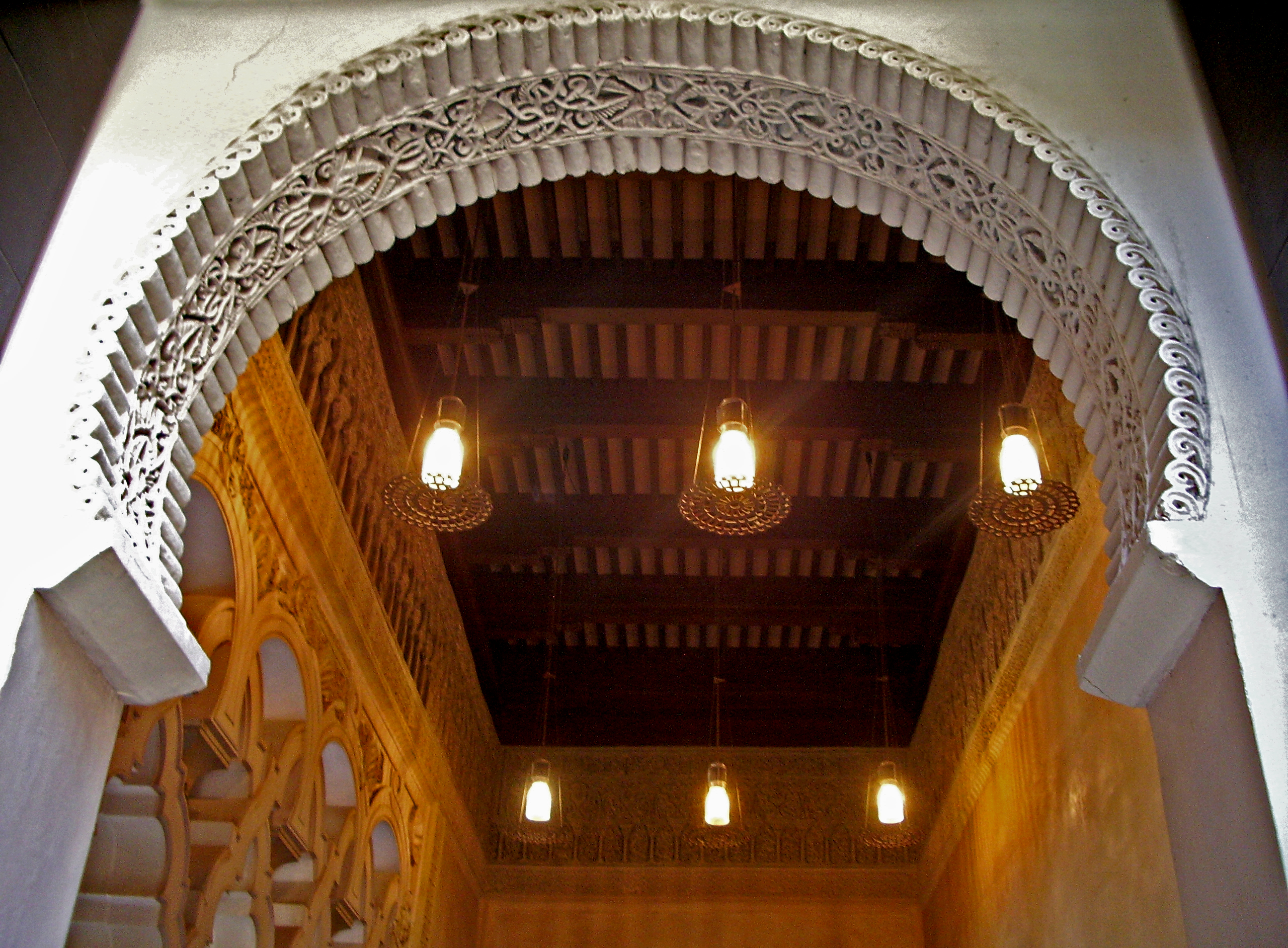
Intradós del arco de la puerta de la alcoba oriental del Salón Dorado de la Aljafería de Zaragoza..

El intradós es un término arquitectónico que designa a la superficie interior, cóncava e inferior de un arco, bóveda o dovela. O la cara de una dovela, que corresponde a esta superficie.
Intradós proviene del latín intra, dentro y dorsum, dorso.
Se contrapone con la voz trasdós o extradós.
Recibe el nombre de 'intradós plano', la superficie plana que, para facilitar algunas operaciones de la montea se labra en la cara de una dovela, en la cual se ha de labrar después el hueco del intradós.

## Tuberías
En tuberías, el intradós es el punto superior de la superficie interior.

## Muros de contención
En un muro de contención el intradós es la cara visible, opuesta al trasdós.

## Aeronáutica
En el ámbito de la aeronáutica, se llama intradós a la superficie inferior del ala de un avión. Es donde se presenta más presión a comparación del extradós en el ala de una aeronave.